# Josephine Alhanko
Pour les articles homonymes, voir Alhanko.
Josephine Elisabeth Larissa Alhanko Ljungberg, née le 24 avril 1981 à Stockholm est une actrice suédoise. Elle fut couronnée Miss Suède en 2006. 

## Biographie
Elle est la nièce de la danseuse de ballet Anneli Alhanko (en).
Entre 1997 et 1998, elle est élève au English National Ballet School (en), et joue divers rôles à la télévision. Élue Miss Suède en 2006, elle devient demi-finaliste du concours Miss Univers 2006 à Los Angeles.

## Filmographie
- 2002 – Dieselråttor och sjömansmöss
- 2002 – En av oss
- 2004 – Första intrycket
- 2005 – Världarnas bok
- 2012 – Irene Huss - Jagat vittne
- 2012 – Real Humans : 100 % humain (Äkta människor) : Flash/Florentine